# Região Geográfica Imediata de São Joaquim da Barra-Orlândia
A Região Geográfica Imediata de São Joaquim da Barra – Orlândia é uma das 53 regiões imediatas do estado brasileiro de São Paulo, uma das cinco regiões imediatas que compõem a Região Geográfica Intermediária de Ribeirão Preto e uma das 509 regiões imediatas no Brasil, criadas pelo IBGE em 2017.
É composta por 6 municípios, tendo uma população estimada pelo IBGE para 1.º de julho de 2017, de 161 361 habitantes e uma área total de 3 211,257 km².

## Municípios
Fonte: IBGE – Cidades
| Município            | População Estimada (2017) | Área (km²) |
| -------------------- | ------------------------- | ---------- |
| Ipuã                 | 15 932                    | 466.461    |
| Morro Agudo          | 32 220                    | 1388.127   |
| Nuporanga            | 7 341                     | 348.265    |
| Orlândia             | 43 306                    | 291.765    |
| Sales Oliveira       | 11 641                    | 305.776    |
| São Joaquim da Barra | 59 210                    | 410.863    |
| Total                | 169 450                   | 466,461    |